# Államok-sziget
Az Államok-sziget (spanyolul Isla de los Estados) egy Argentínához tartozó sziget az Atlanti-óceán déli részén. Augusztus 10., a sziget napja, egyfajta nemzeti ünnepnap Argentínában.

## Földrajz
A rendkívül tagolt partvonalú, 63 km hosszú, legkeskenyebb pontján (Puerto Cook és Puerto Vancouver között) mindössze 500 méter széles sziget az Atlanti-óceán déli részén fekszik, Tűzföld fő szigetétől (amelytől keletre található) a mintegy 30 km széles Le Maire-szoros választja el. Földtanilag az Andok hegység folytatása. Területe 534 km², legmagasabb pontja, a sziget középpontjától kissé nyugatra található Monte Bove, 823 m-rel nyúlik a tenger szintje fölé. A sziget felszínének nyugati része általában alacsonyabb, mint a középső és a keleti, viszont meredek hegyoldalak és partok jellemzik, ahogy a szűk öblökben és kiszögellésekben gazdagabb déli partok is meredekebbek az északiaknál. Míg délen csak három, addig északon hét olyan öböl van, amely kisebb hajókkal való behatolásra alkalmas.
Az éghajlat nedves, óceáni, a legerősebb szelek és a legerősebb hullámzás délnyugatról éri a szigetet.

### További szigetek
A fő sziget partjai mentén számos kisebb sziget található. Közülük a legjelentősebbek az északi oldalon találhatók: az Újév-szigetcsoport (Archipiélago de Año Nuevo) öt nagyobb szigetből áll: a legnagyobb (400 hektár) és legmagasabb (51 méter) az Observatorio, a másik négy az Elizalde, az Alférez Goffré, a Zeballos és a Gutiérrez. A déli oldal legnagyobb szigetei a Menzies és a Dampier.

## Élővilág
A sziget értékes élővilága miatt természetvédelem alatt áll. Összesen 177 növényfajt figyeltek meg eddig, amelynek mindössze 4%-a nem őshonos.
Fő növénytakaróját (már ahol nem kopár) örökzöld erdők alkotják, amelynek leggyakoribb fajai a Nothofagus betuloides nevű bükkfaféle és a Drimys winteri nevű, a Canellales rendhez tartozó növény, de előfordul a Nothofagus antarctica nevű fa is. Az aljnövényzetben sűrűn vannak jelen a harasztok (például a Blechnum magellanicum), zuzmók és mohák, valamint gyakori a Pernettya mucronata és az Empetrum rubrum nevű hangaféle, a Chiliotrichum diffusum nevű őszirózsaforma, a Berberis ilicifolia és a Berberis buxifolia nevű borbolyaféle, különböző aggófüvek és az Apium australe nevű zellerféle. Jellemző még a szigeten az Astelia pumila nevű spárgavirágú és a Poa flabellata nevű perjeforma. A partmenti vizekben a Macrocystis pyrifera, a Lessonia frutescens és a Durvillea antarctica nevű barnamoszat igen sűrűn nő.
Endémikus vagy kis területen élő növényfajai a Senecio humifusus, a Senecio eightsii és a Senecio websteri nevű aggófű, a Nassauvia latissima nevű őszirózsaféle, a Festuca cirrosa nevű csenkesz és a Poa darwiniana nevű perjeforma.
Állatvilágából különösen a madarak emelendők ki. Hatalmas kolóniái telepedtek meg az aranytollú pingvinnek, amelyből a világon előforduló egyedek 14%-a ezen a szigeten él. A Magellán-pingvin főként az Observatorio- és a Goffré-szigeten fészkel, míg a déli óriáshojsza az Observatorio-szigeten kívül a López-félszigeten. Fontos fajok még a sziklai kárókatona, a tűzföldi karakara, a falklandi partibillencs, a szirti lúd, az emlősök közül pedig a dél-amerikai medvefóka, a dél-amerikai oroszlánfóka, a déli elefántfóka, a déli vidra és az Abrothrix xanthorhinus nevű hörcsögféle. Nem őshonos fajok a házi kecske, a gímszarvas, az üregi nyúl, a házi patkány és a vándorpatkány.

## Története
Tűzföld térségében már 13 000 évvel ezelőtt is éltek emberek, az Államok-szigetről azonban csak az valószínűsíthető, hogy i. e. 2700-tól i. e. 1500-ig több alkalommal telepedtek meg itt olyan embercsoportok, akik fakéregből készült kenukkal közlekedtek a tengereken és főként pingvin- és fókavadászatból tartották el magukat. Főleg a nyugati és az északnyugati partok voltak alkalmasak a letelepedésre laposabb partjaik, a déli szelektől védettebb vidékeik és a kenuépítéshez jó anyagot adó Nothofagus-fák jelenléte következtében. A Crossley-öbölben eddig kettő, a Flinders-öbölben egy lelőhelyet találtak a régészek, de a sziget kutatása még az elején tart.
A középkor elmúltával számos hajós járt, és gyakran szenvedett hajótörést a sziget partjainál: sokuk nevét ma öblök vagy más felszínformák viselik. Az elsők, akik megismertették a világgal a helyet, a holland Willem Schouten és Jacob Le Maire voltak, akik 1616 januárjában pillantották meg a szigetet. Ők adták a területnek a Holland Államok Földjei nevet, amiből az Államok-sziget neve is származik. 1775. január 1-én az Új-Zéland irányából érkező James Cook kötött ki itt, ő adott nevet a közeli Újév-szigeteknek is. 1789 decemberében Alejandro Malaspina egy spanyol expedíció vezetőjeként érkezett meg a helyszínre, aki nyugatról keleti irányban haladt el az északi part mentén, majd a szigetet megkerülve a Horn-fok felé hajózott tovább. 1823-ban James Weddell járt itt, és a San Juan-öblöt kikötésre alkalmas helynek javasolta. Ugyanebben az évtizedben Phillip Parker King vezetésével angol expedíció érkezett a térségbe. 1829-ben Henry Foster kapitány részletesen bejárta a partokat, és számos helyszínnek adott nevet.
A 18. század végétől a 20. század elejéig viszonylag jelentős pingvin- és fókavadászat zajlott a szigeten, de 1829-ig nem volt rajta állandó település vagy telep. Ekkor azonban Luis Vernet, aki néhány évvel ezelőtt koncesszióban megszerezte a szigetet, a Hoppner-öbölben fókatelepet létesített, és a fakitermeléshez is hozzálátott. Később Luis Piedrabuena, aki sokat tett a környékbeli argentin fennhatóság kiterjesztéséért, telepedett le a szigeten: 1862-ben egy kis menedékhelyet alakított ki rajta Puerto Cook közelében. Itt ma egy észak felé néző Mária-szobor áll. Piedrabuena szintén pingvin- és fókavadászattal foglalkozott, emellett pedig számos hajótöröttnek nyújtott segítséget az idők során. 1868-ban eredménnyel kérte a kormányt, hogy kapja meg az egész szigetet: a 269. számú törvényben neki ítélték. 1882-ben az Argentin Földrajzi Intézet Giacomo Bove tengerésztisztet bízta meg a déli országrész tudományos igényű felderítésével. Vele tartott az Államok-szigetre Carlos Spegazzini botanikus, Decio Vinciguerra zoológus és Domingo Lovisato geológus is. Ők hívták fel a figyelmet arra, hogy a San Juan de Salvamento-öböl térsége kiválóan alkalmas helyőrség létesítésére. Ezekben az években egy olyan expedíció működött a déli országrészben Augusto Lasserre vezetésével, amelynek célja az argentin jelenlét megerősítése volt a déli vidékeken, például új települések és világítótornyok létrehozásának segítségével. Az expedíció 1884-ben érkezett meg az Államok-szigetre, május 25-én Lasserre fel is avatta a San Juan de Salvamento-öböl nyugati oldalán, egy 60 méter magas dombon álló új világítótornyot. Ugyanekkor és ugyanitt létesítettek egy börtönt is, ahol többek között katonaszökevényeket tartottak fogva. 1898-ban az itteni telep létszáma már 56-ra nőtt (ebből 6 nő volt), de 1899-ben ezt a börtönt bezárták és a sziget középső részén levő, jobb körülményeket biztosító Puerto Cookba költöztették. Itt hamarosan 119-re nőtt a foglyok száma, akiket 46-an őriztek. 1902-ben azonban arról is döntés született, hogy ez az intézet is szűnjön meg, ugyancsak a túlzottan mostoha körülmények miatt. Az első 36 fogoly november 30-án lett áttelepítve a tűzföldi fő sziget Golondrina-öblének partjaira, ahol új börtönt kezdtek építeni. Ugyanebben az évben az első világítótorony is megszűnt, helyette az Újév-szigeteken építettek újat. 1912-ben az állam megvásárolta a szigetet Piedrabuena örököseitől.
A 19. század végén és a 20. század elején a világ számos pontjáról indultak tudósok az Antarktiszra, és a legtöbb expedíció útba ejtette az Államok-szigetet is. Az első ilyen, Adrien de Gerlache vezette expedíció 1897-ben érintette a szigetet, majd 1902 januárjának elején és 1903-ban is Otto Nordenskjöld látogatott el ide. 1902-ben az Újév-szigeteken mágneses obszervatórium épült, ami 1917-ig működött.

## Népesség
A sziget jóformán lakatlan, mindössze Puerto Parryban szolgál négy főnyi helyőrség, akik 45 naponta váltják egymást. Az ushuaiai bázissal rádiókapcsolatban állnak, ettől eltekintve a világ többi részétől elszigetelten élnek. A szigeten ember még nem született.

## Kulturális örökség
A szigeten kevés a kulturális örökség, mindössze a börtönök romjai, a régi világítótorony 1998-ban épült mása, két temető (San Juan de Salvamento és Puerto Cook, utóbbiban 21, név nélküli kereszt található), néhány fóka- és pingvinvadásztelep, valamint hajóroncsok érdemelnek említést. Az eredeti világítótorony néhány maradványa még megtalálható a helyszínen, más részüket Ushuaiába szállították, ahol egy múzeumban beépítették őket egy 1:1 arányú makettbe.

## Megjelenése a művészetekben
Verne Gyula Világítótorony a világ végén című műve a San Juan de Salvamento-öbölben található világítótoronyról szól, bár az író soha sem járt a helyszínen. A világítótorony 1998-ban épült másolata ma is áll.

## Képek

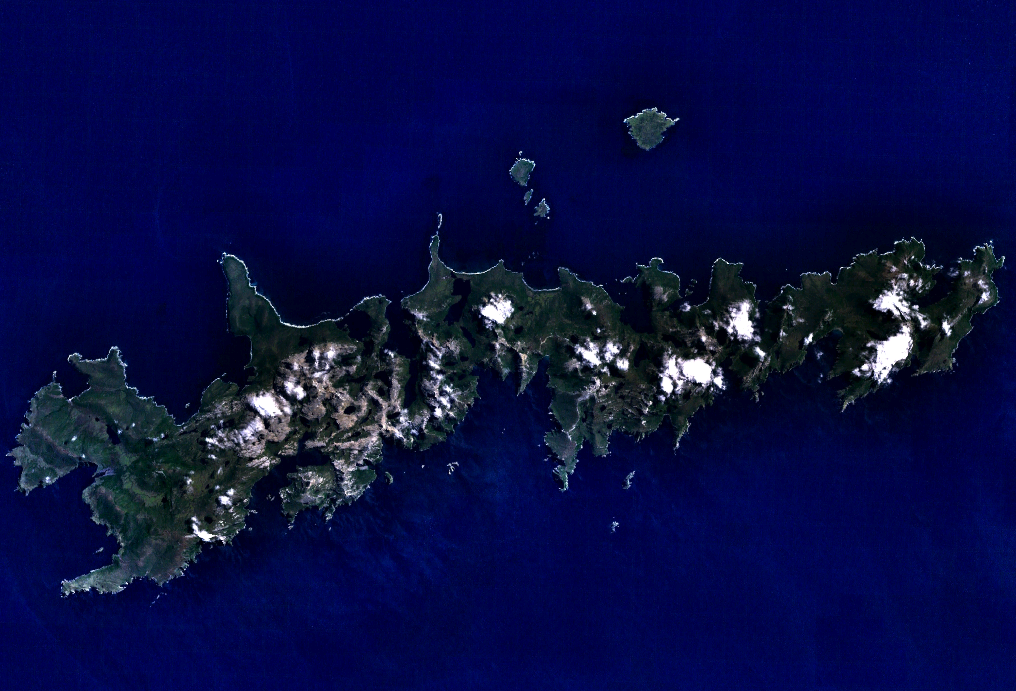
Műholdas felvétel
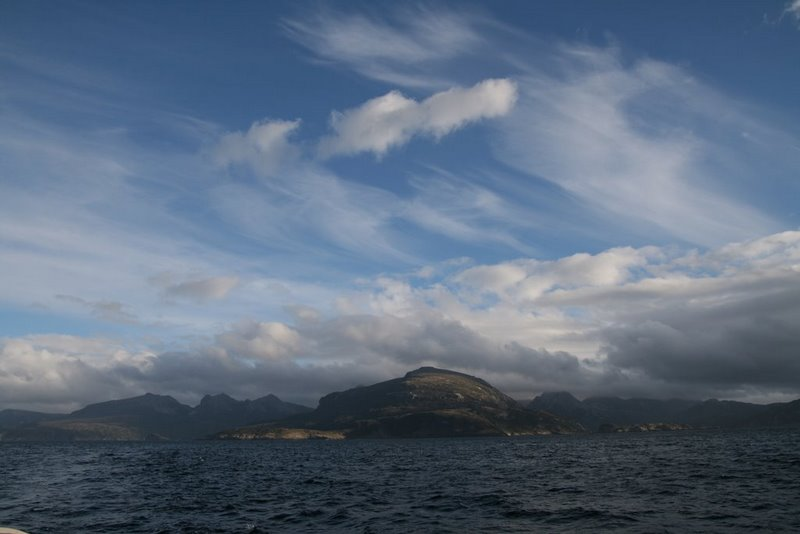
Látkép a Le Maire-szoros irányából
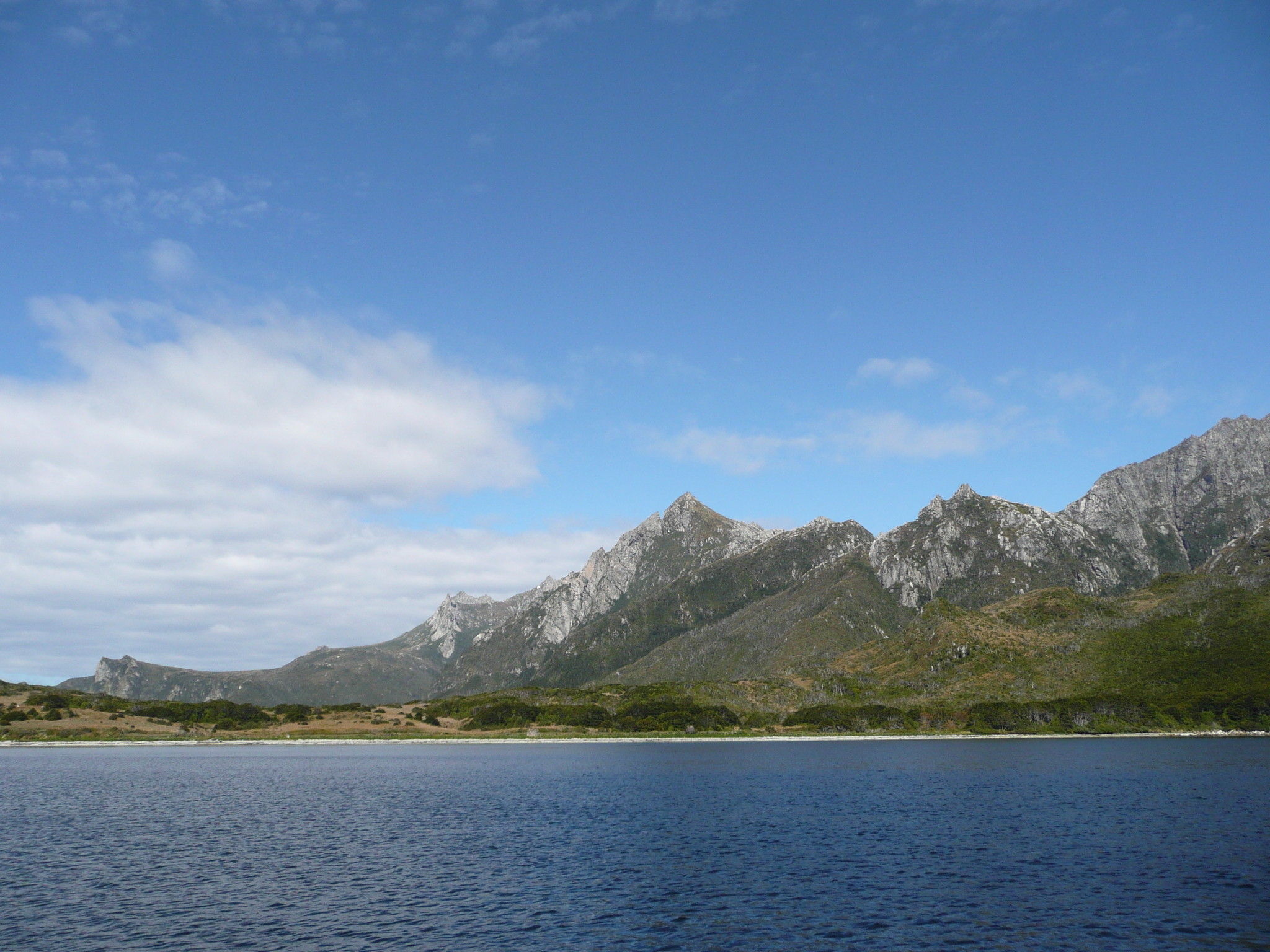
Puerto Cook
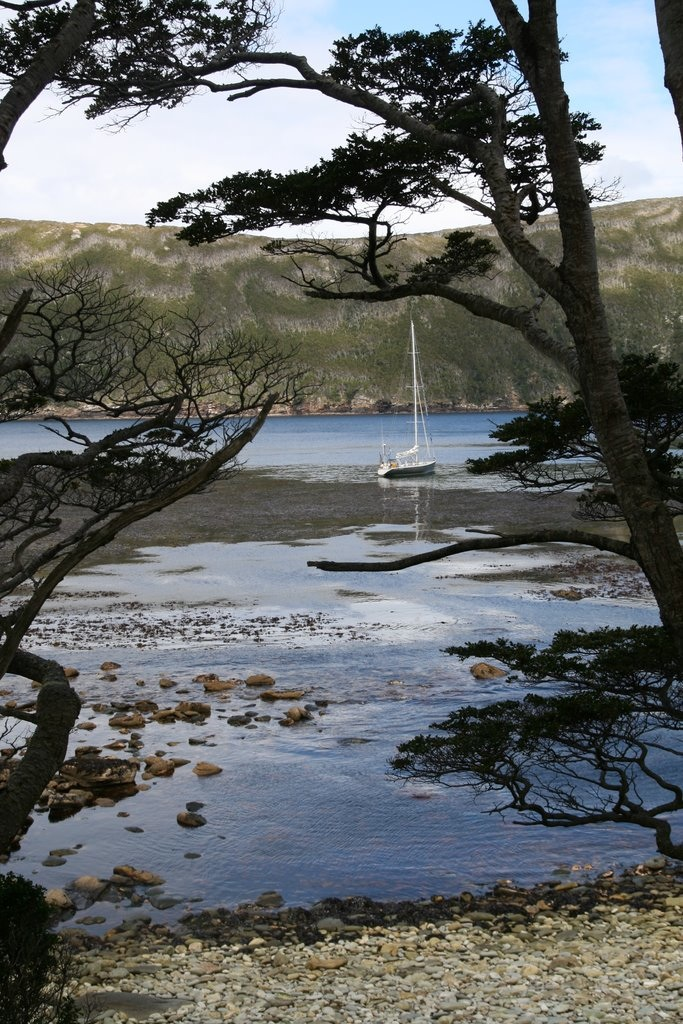
Puerto de San Juan de Salvamento
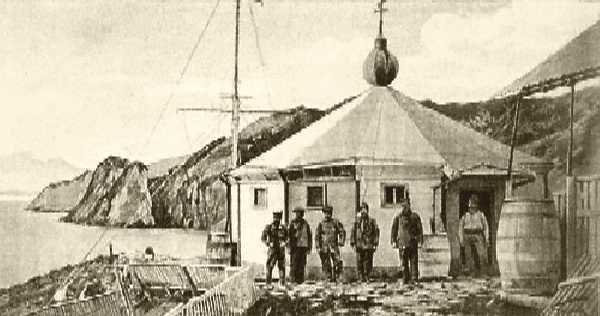
Rajz a régi San Juan de Salvamentó-i világítótoronyról
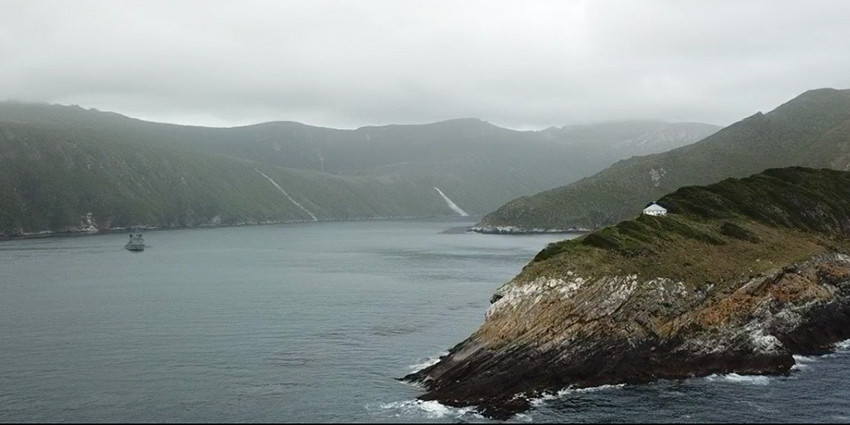
A San Carlos-szoros